# Rafał Szukiel
Rafał Szukiel (ur. 5 listopada 1976 w Mrągowie) – polski żeglarz sportowy. Jest reprezentantem Polski i zawodnikiem klubu AKS OSW Olsztyn.
Dziesiąty zawodnik w klasie Finn na igrzyskach olimpijskich w Pekinie. Triumfator prestiżowych regat  Kieler Woche,  jednej z największych najstarszych imprez żeglarskich na świecie. Czwarty zawodnik klasyfikacji generalnej Pucharu Świata w sezonie 2009.